# Enoch
Enoch ist ein männlicher Vorname.

## Herkunft und Bedeutung
Hebräischer Ursprung חנוך Chanoch wird zu Enoch oder Henoch (vielleicht Gefolgsmann (Gottes) oder Einweihung). Zwei Personen im Tanach tragen diesen Namen, der bekanntere davon ist der Patriarch Henoch.

## Namensträger

### Personen
- (H)Enoch (vor der Sintflut AD) biblische Gestalt חנוך
- Enoch von Ascoli (um 1400–um 1457), humanistischer Lehrer und Handschriftensucher
- Enoch Brunschweiler (1760–1834), Schweizer Unternehmer
- Enoch W. Eastman (1810–1885), US-amerikanischer Politiker
- Enoch Gläser (1628–1668), deutscher Jurist und Pastoraldichter der Barockzeit
- Enoch zu Guttenberg (1946–2018), deutscher Dirigent
- Enoch L. Johnson (1883–1968), US-amerikanischer Politiker
- Enoch Derant Lakoué (* 1945), zentralafrikanischer Politiker
- Enoch Light (1905–1978), US-amerikanischer Klassik-Violinist, Bandleader, Produzent und Toningenieur
- Enoch Lincoln (1788–1829), US-amerikanischer Politiker (Demokratisch-Republikanische Partei)
- Enoch Louis Lowe (1820–1892), US-amerikanischer Politiker
- Enoch Pöckel (1578–1627), Ratsmitglied und Ratsbaumeister in Leipzig sowie Hammerherr im Erzgebirge
- Enoch Poor (1736–1780), Schiffbauer und Händler; Brigadegeneral in der Kontinentalarmee
- Enoch Powell (1912–1998), britischer Politiker
- Enoch Seeman (um 1694–1744/45), Maler
- Enoch Svantenius (Theologe) (1576–1624), deutscher Geistlicher
- Enoch Svantenius (der Ältere) (auch Enoch Schwante; 1618–1674), deutscher Theologe
- Enoch Svantenius (der Jüngere) (auch Enoch Schwante; 1652–1717), deutscher Pädagoge und Dichter
- Enoch Mankayi Sontonga (1872/73–1905), südafrikanischer Missionslehrer und Komponist des politischen Liedes „Nkosi Sikelel’ iAfrika“
- Enoch Thorsgard (1917–2015), US-amerikanischer Viehzüchter und Politiker (Republikanische Partei)
- Enoch West (1886–1965), englischer Fußballspieler
- Enoch Widmann (1551–1615), Geschichtsschreiber und Rektor des Hofer Gymnasiums
- Christian Enoch Wiesener (1798–1861), deutscher Geistlicher und Dichter
- Enoch Zander (1873–1957), deutscher Zoologe und Bienenkundler

### Kunstfigur
- Enoch Soames, Protagonist und Titel einer Kurzgeschichte von Max Beerbohm
- Enoch Root, eine Nebenfigur im Roman Cryptonomicon des Schriftstellers Neal Stephenson, die auch in Stephensons Barock-Zyklus eine wichtige Rolle spielt
- Enoch Leng, Protagonist in mehreren Romanen des amerikanischen Autoren-Duo Preston/Child
- Enoch, Nebenfigur in der Fernsehserie Marvel’s Agents of S.H.I.E.L.D.